# オカノ
株式会社オカノは、静岡県西部地方に食料品・衣料品のスーパーマーケットを展開していた小売業者。バローの連結子会社であったが、2011年4月1日にバローに吸収合併され、解散した。
本社所在地は静岡県掛川市大池539。代表取締役社長 岡野勝司。

## 歴史
菊川市の駅前商店街（本通2丁目）にあった岡野洋品店を前身とする。
東名高速道路の開通などモータリゼーションが進む昭和40年代には、菊川インターチェンジに近く、当時まだ市街地の外れであった本所女渕に食料品と衣料品を扱う大型店舗「オカノマート」をオープンした。その後も店舗面積の拡大や駐車場の拡充など、典型的な郊外型ショッピングセンターの様相を整える。
1990年11月27日、掛川店のオープンに合わせ、本社を掛川市に移転。掛川市における郊外型のショッピングセンターとしては最も初期に開店した。
2006年5月、バローの出資を受け、子会社となった。同年8月31日に磐田店・袋井店を、同年9月14日に掛川店・菊川店を改装し、店舗名を「バロー・オカノ」に変更。
以前は株式会社オカノが全店舗を運営していたが、バローグループに加わった際、バローに事業を譲渡。オカノはバローに対して店舗を賃貸し、従業員を出向する業態に転換した。すべての店舗はバローの直営店舗であり、フランチャイズ契約によるものではない。
看板やチラシ（新聞折込広告）などの表示には、旧来からのオカノのロゴに「Valorグループ」の表示を加えただけのものをしばらくの間使用していたが、2009年以降、店舗の改装とあわせてValor（バロー）の表記に変更している。

## 店舗

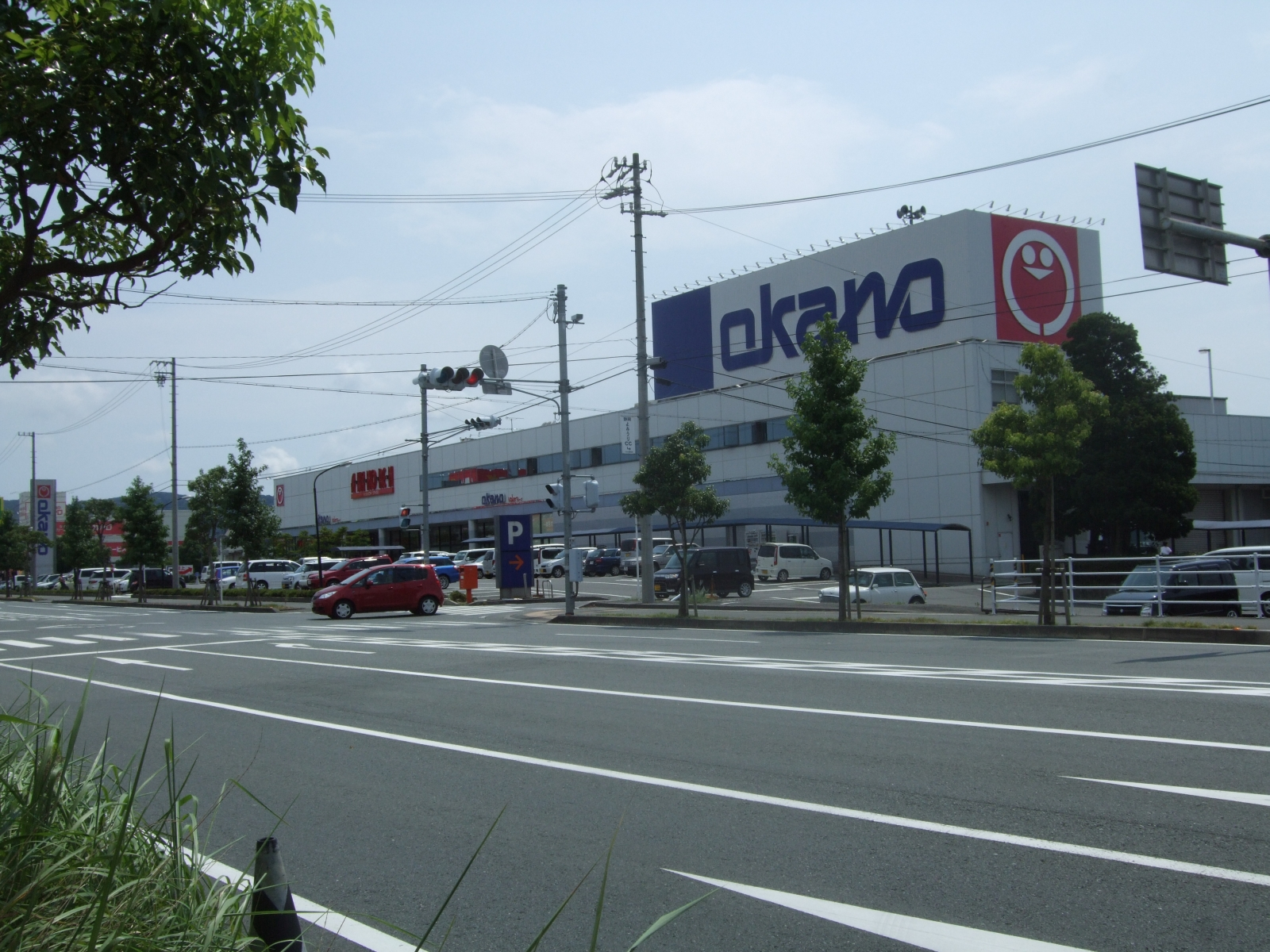
店舗例（掛川店）

全店舗、オカノ所有の店舗をバローが賃借して運営する、バロー直営店舗であった。
- 菊川店（菊川市本所字女渕1468）
- 掛川店（掛川市大池539）
- 磐田店（磐田市二之宮1026）
- 袋井店（袋井市旭町2丁目4-79）

- 袋井インター店（袋井市堀越421）

2006年11月16日、ハーモス袋井（コープしずおか）跡地に開店するも2008年春に閉店。跡地は同年11月7日よりニトリ袋井店となっている。